# Sint Willibrordus (Curaçao)
Sint Willibrordus ofwel San Willibrordo is een dorp in Bandabou op de westelijke helft van Curaçao, ten noordwesten van de Bullenbaai en ongeveer 25 km van de hoofdstad Willemstad. Het dorp draagt deze naam sinds de inwijding van de kerk in 1888; tot die tijd werd de plaats Buitenbosch of in het Papiaments Mondi Afó genoemd. Het dorp van enkele honderden inwoners heeft een imposante rooms-katholieke kerk in neogotische stijl, ontworpen door de Rotterdamse architect Evert Margry, waarvoor de eerste steen gelegd werd door Vincentius Jansen en die dateert van 1884-88. Eerder in de negentiende eeuw waren er door missiepaters een school en een weeshuis gebouwd.
Op enkele kilometers van Sint Willibrordus liggen verder twee van Curaçao's vele schilderachtige baaien: de Porto Marie-baai en de Daaibooibaai.
Nabij het dorp liggen enkele niet langer in gebruik zijnde zoutpannen, onder meer die van de zoutplantage Rif Sint Marie, een van de oudste plantages van het eiland. Nu zijn daarvan nog slechts enkele vervallen muren te zien. In de zoutpannen verblijven regelmatig flamingo's. Nabij het dorp ligt ook de rotsformatie die bekendstaat als El Indjan (De Indiaan).
Vroeger was er een verbinding tussen het dorp en de Bullenbaai via de Saliña Sint Marie en de Boka Sint Marie.